# Milford (Contea di Kosciusko, Indiana)
Milford è un comune degli Stati Uniti d'America, situato nello Stato dell'Indiana, nella contea di Kosciusko.